# Coscolloles
Coscolloles és un indret i partida del terme municipal de Castell de Mur, dins de l'antic terme de Guàrdia de Tremp, al Pallars Jussà.
És al nord de Guàrdia de Noguera, al vessant oriental del Serrat del Pui. Queda al sud-oest de la Casa de l'Espona. A llevant i dessota de Coscolloles s'estenen les Costes, que separan aquest territori del de l'antiga quadra de l'Espona.